# Lynstraalen
Lynstraalen er en dansk stum dramafilm fra 1912 produceret af Nordisk Films Kompagni og instrueret af Robert Dinesen efter manuskript af Mogens Falck. Filmens hovedrolle som fabrikant Thorsen spilles af Cajus Bruun.
Filmen havde dansk premiere den 21. oktober 1912 i Kosmorama i København og blev i tysktalende lande distribueret som Ein Blitz in dunkler Nacht og i engelsktalende lande som His lost memory.

## Handling
En forretningsmand iler til et vigtigt møde i nabobyen, men hans bil rammes af et lyn og han mister hukommelsen. Han hjælpes af nogle zigeunere, men flygter efter noget tid fra zigeunerlejren. Han finder hjem til sin familie, og da han ser et portræt af sin datter, kommer hukommelsen tilbage.

## Medvirkende
- Cajus Zeuthen Bruun som Fabrikant Thorsen
- Ebba Thomsen som Fru Thorsen
- Frederik Jacobsen
- Alma Hinding
- Elith Pio
- Lily Frederiksen som Barnet